# Nomada perivincta
Nomada perivincta är en biart som beskrevs av Cockerell 1905. Nomada perivincta ingår i släktet gökbin, och familjen långtungebin.

## Underarter
Arten delas in i följande underarter:
- N. p. perivincta
- N. p. semirufula